# Сельское поселение «Село Огорь»
Се́льское поселе́ние «Село́ Огорь» — муниципальное образование в Жиздринском районе Калужской области Российской Федерации.
Административный центр — село Огорь.

## Население
| 2010 | 2012 | 2013 | 2014 | 2015 | 2016 | 2017 |
| ---- | ---- | ---- | ---- | ---- | ---- | ---- |
| 649  | ↘637 | ↘632 | ↗645 | ↗653 | ↘647 | ↗659 |
| 2018 | 2019 | 2020 | 2021 |      |      |      |
| ↘626 | ↘611 | ↗614 | ↘555 |      |      |      |

## Состав сельского поселения
В состав сельского поселения входят 23 населённых пункта:
| №  | Населённый пункт                             | Тип населённого пункта       | Население |
| -- | -------------------------------------------- | ---------------------------- | --------- |
| 1  | Азарьевский                                  | посёлок                      | ↘13       |
| 2  | Березовка                                    | деревня                      | ↘56       |
| 3  | Березовский                                  | железнодорожный разъезд      | ↘63       |
| 4  | Братский                                     | посёлок                      | ↘0        |
| 5  | Васюковский                                  | посёлок                      | →4        |
| 6  | Гололобовка                                  | деревня                      | ↘241      |
| 7  | Гуда                                         | деревня                      | ↘2        |
| 8  | Деревня Лесоучастка Жиздринского Леспромхоза | деревня                      | ↘19       |
| 9  | Коробино                                     | деревня                      | ↘0        |
| 10 | Куликово                                     | деревня                      | ↘0        |
| 11 | Кулюшкино                                    | деревня                      | ↘1        |
| 12 | Лиховатка                                    | деревня                      | ↗12       |
| 13 | Луки                                         | деревня                      | →0        |
| 14 | Митинка                                      | деревня                      | ↘56       |
| 15 | Огорь                                        | село, административный центр | ↘95       |
| 16 | Павловские Расчистки                         | деревня                      | →0        |
| 17 | Плужень                                      | деревня                      | ↘0        |
| 18 | Прокопенковский                              | посёлок                      | →5        |
| 19 | Пролетарский                                 | посёлок                      | ↘7        |
| 20 | Скурынск                                     | деревня                      | ↘10       |
| 21 | Сукремль                                     | деревня                      | ↘12       |
| 22 | Тихоновка                                    | деревня                      | →0        |
| 23 | Устье                                        | деревня                      | ↘53       |